# Radolfzell am Bodensee
Radolfzell am Bodensee è una città in Germania occidentale sul Lago di Costanza circa 18 km a nord-ovest di Costanza; è la terza città più grande del distretto, dopo Costanza e Singen. 
Radolfzell è un rinomato centro di assistenza sanitaria (Mettnau) ed è un importante nodo ferroviario.  

## Storia
Questa città si è sviluppata su un monastero fondato nell'826 come "cellula" da Radolf vescovo di Verona. La città appartenne alla diocesi di Reichenau, poi alla casa d'Asburgo per lungo tempo, e per 40 anni è stata una libera città imperiale. Nel centro è la chiesa gotica di Nostra Signora, risalente al XV secolo e decorata in stile barocco, nel Settecento. Una caratteristica particolarmente interessante è rappresentata dalle reliquie dei santi locali Theopont, Senesius e Zeno. La festa "Hausherrenfest" è celebrata in loro onore, ogni anno, la terza domenica nel mese di luglio, e il giorno dopo si svolge una famosa processione, come è stato ogni anno, dal 1797. I cittadini del vicino villaggio di Moos si spostano in pellegrinaggio fino a Radolfzell in barche pittoresche, come previsto da un antico giuramento. Inoltre, da non mancare è la villa austriaca nella piazza Marquet, costruita in fasi successive, dal XVII al XIX secolo, con la Sala dei Cavalieri che risale al 1626, e varie dimore storiche patrizie.